# Jahrbuch Westfalen
Das Jahrbuch Westfalen war ein von 1944 bis 2019 erschienenes Jahrbuch.

## Geschichte
Vorläufer des Jahrbuchs Westfalen waren der Münsterländer Heimatkalender (1938–1942) und der Heimatkalender für das Paderborner Land (1939–1944). Bis 1982 erschien das Jahrbuch unter dem Titel Westfälischer Heimatkalender. Seit 1983 war Westfälischer Heimatkalender der Untertitel.
Das Jahrbuch Westfalen wurde vom Aschendorff Verlag in Münster verlegt und vom Westfälischen Heimatbund herausgegeben.
Das Jahrbuch enthielt vor allem Beiträge zur Geschichte, Kultur und Volkskunde Westfalens sowie Gedichte und kurze Prosastücke, auch in westfälischen Varianten der niederdeutschen Sprache. Jeder Band hatte ein Schwerpunktthema, zum Beispiel J. C. Schlaun. Barock in Westfalen (1995), Musik in Westfalen (2007), Industriekultur (2010), Gärten und Parks in Westfalen (2014), Burgen und Schlösser in Westfalen (2015), Klöster in Westfalen (2016) oder Westfalen in Europa (2019).
Für die Jahrgänge von 1938 (also einschließlich der beiden Vorgänger-Publikationen) bis 1986 erschien ein eigenständiges Register, später ein Register für die Jahrgänge von 1983 bis 2011.

## Schönes Westfalen
In Fortsetzung des Jahrbuches Westfalen erschien von 2020 bis 2022, ebenfalls bei Aschendorff, jedoch ohne die Mitverantwortung des Westfälischen Heimatbundes und mit anderer inhaltlicher Ausrichtung, ein Jahrbuch unter dem Titel Schönes Westfalen.